# Nominativ jmenovací
Nominativ jmenovací je druh neshodného přívlastku (podle Gebauera a Ertla neshodného přístavku), který zůstává v nominativu (prvním pádu) i tehdy, jestliže řídící jméno skloňujeme. František Trávníček prosazoval výstižnější název nominativ nevazebný, protože nominativ má podle něj ve větě vždy jmenovací funkci, jak vyjadřuje již jeho latinský název. V nominativu jmenovacím bývá buď vlastní jméno (město Brno, časopis Ohníček, Baník Ostrava, v ruštině: v gorodě Praga) nebo citace výrazu (o slově rak, s pojmem dobré mravy, s příjmením Novák). Nominativ jmenovací má funkci citativu (tu však může mít i jakýkoliv jiný tvar, nejen nominativ jmenného výrazu).
V současné češtině se umisťuje zásadně zprava, tj. za rozvíjené jméno, ale například v angličtině je obvyklé i řazení zleva (Avion Hotel = hotel Avion). V angličtině mnohdy splývá s adjektivní vazbou (London station = stanice Londýn i londýnská stanice). Do češtiny proniká tato syntaxe zejména v anglicismech (okolí Sazka Areny, Hybernská Centrum, gama záření).

## Čeština
Starší gramatiky češtiny charakterizovaly nominativ jmenovací výčtem slov, za která se tento pád klade: například slovo, tvar (mluvnický), jméno, název, firma, titul, časopis, báseň, spolek, jmenovat, říkat. Základy české skladby z roku 1958 od Fr. Kopečného a Česká mluvnice z roku 1960 od B. Havránka a Al. Jedličky výklad nominativu jmenovacího vůbec neobsahovaly. Profesor Zubatý (Studie a články I, 1, 1945, s. 91, pozn., pův. Sborník filologický 2, 1911, s. 64) o nominativu jmenovacím napsal, že „stojí ve větě bez větové souvislosti vlastně jako přímá řeč, citující způsob, jakým se ona osoba či onen předmět jmenuje“. Vladimír Šmilauer v Novočeské skladbě z roku 1947 (strana 179 charakterizoval nominativ jmenovací jako přívlastek uvádějící jméno, titul předmětu, v přesném znění, a vykládal ji jako jednočlennou větu podanou jako přímá řeč.
Fr. Trávníček se ve 2. vydání Mluvnice spisovné češtiny z roku 1951 pokusil nominativ jmenovací rozlišit jako bližší obsahové určení jména předcházejícího, avšak později přiznal, že tento výklad není dostatečným odlišením od nominativu vazebného. V roce 1961 Trávníček rozlišil dva typy nevazebného nominativu:
- v prvním typu není slovo pro označení svého významu, ale je citováno jako jazykový útvar. K tomuto typu zařadil i případy, kdy je vlastní jméno zmiňováno jako jazykový útvar: například „příjmení Svoboda“. přičemž nominativ může být i víceslovný a může být tvořen podstatnými i přídavnými jmény i jejich kombinacemi. K tomuto typu řadí i spojení typu „pokoj číslo 20“.
- ve druhém typu je v nevazebném nominativu vlastní jméno. Trávníček v roce 1961 mezi příklady zmiňuje pouze jména slovesných a literárních děl či periodik a nevazebnost podle něj vyjadřuje, že význam slova Máj ve spojení „báseň Máj“ či Babička ve spojení „povídku Babička“ je přenesený.

Při vynechání průvodného podstatného jména zůstává první typ stále nesklonný („napiš ryba“), zatímco druhý typ se mění ve vazebný („čtu Babičku“). V prvním typu může stejnou roli jako nominativ hrát i jakýkoliv jiný tvar či výraz („oslovení bratře“, „cedule neskákejte do vody“, „předložka mezi“), takže specifickým znakem této větné konstrukce není přítomnost jmenného tvaru v nominativu, ale neohebnost citovaného výrazu.
Ve spojení město Praha podle Trávníčka o nominativ jmenovací nejde, protože slovo Praha je použito ve svém základním významu – podobně i ve spojení „hora Říp“ či „Lázně Bělohrad“. Podobně i ve spojení „soudruh učitel“ si slovo „učitel“ ponechává svůj základní význam.
V některých případech může mít nominativ jmenovací původ ve výpustku: zápas (mužstev) Slavia–Sparta, v obci (s názvem) Kotěhůlky. Zvláštním případem nominativu jmenovacího jsou věty typu „Říkají mu Jan“, kde nominativem jmenovacím není rozvíjeno podstatné jméno, což pak činí potíže ve školní praxi. Trávníček ve své Mluvnici spisovné češtiny II na straně 1195 tento typ případů vyložil jako výpustku průvodného podstatného jména (ve smyslu „Dávají mu jméno Jan“ – slova říkat či nazývat si zachovala nominativní vazbu ze staročeského „dieti komu jmě Jan“ přes „dieti komu Jan“) a přiřadil je k prvnímu typu nominativu jmenovacího (slovo ryba).
Trávníček či Havránek a Jedlička v České mluvnici na straně 108 si v některých všimli konkurence nominativu jmenovacího s genitivem: titul rada / titul rady, titul promovaný pedagog / hodnost doktora věd. Nahrazování vazebného tvaru nevazebným nominativem Havránek a Jedlička či Fr. Kopečný zmiňovali u cizích názvů, jehož skloňování budí rozpaky (na ostrově Kuba, na hoře Goa). V administrativním jazyce se podle Trávníčka hojně klade nevazebný nominativ po průvodných slovech obec, okres, kraj, kde se ujímá beze vší pochyby pro svou praktičnost a také zřetelnost. Trávníček rovněž připomíná ruštinu, kde je v podobných případech nominativ jmenovací pravidlem (v gorodě Praga).
František Daneš v roce 1949 zmiňuje (vedle příkladů Trávníčkova prvního typu) spojení „v hotelu Slavia“ a konstatuje, že se nominativ jmenovací v poslední době rozmáhá, tvoří nové typy a stává se zcela běžným, plně zatíženým. Tímto prostředkem jazyk nabývá schopnosti uvádět název něčeho v původním znění, beze změny, v podobě přesného citátu, což je zřejmě nejpotřebnější v jazyce odborném. Nově se prosadivší výraz typu „v okrese Písek“ má podle něj alternativu v užití přídavného jména („v okrese píseckém“), avšak nominativ je v úředním stylu jednodušší a jednoznačnější, z názvů okresů typu Praha-venkov-sever by adjektivní tvar ani nebylo možné vytvořit, a jednotná forma má výhodu při vyplňování formulářů, abecedním řazení atd. V označení krajů byla v té době adjektivní forma oficiálně zachována. U slova „město“ je podle Daneše vlastní jméno vždy v mluvnické shodě, zatímco potenciál slova „obec“ Daneš popisuje shodně se slovem „okres“ (t. j. pouze do města Tábora, ale do obce Tábor či obce táborské). Jako nesprávné hodnotil Daneš použití nominativu jmenovacího tam, kde má vyjadřovat sídlo instituce (např. okresní soud Telč místo okresní soud v Telči), avšak připustil, že i do těchto spojení proniká nominativ jmenovací a místní jména zde začínáme pociťovat jako nedílnou součást vlastního jména. Dalšího nově pronikajícícho kolísání mezi nominativem jmenovacím a jinými způsoby vyjádření si Daneš všiml u názvů firem s názvem majitele. Původní přivlastňovací tvar majitelova jména (hodinářství Jana Pavlíka) se mění v nominativ zejména tam, kde přivlastňovací vztah už necítíme a jméno někdejšího majitele slouží jako značka (nakladatelství Borový), a původní typ názvů ustupuje nové formě anonymních velkých podniků kapitálových, družstevních a národních. Převahu nominativu jmenovacího Daneš konstatoval při uvádění značek zboží nebo výrobků („na psacím stroji Hermes“), kde o 13 let dříve popisovala Naše řeč ještě kolísání – případy, na nichž je dokládala, považoval Daneš za výjimky (s kávou Perolou) a i u nich by většina mluvčích dala přednost nominativu. Jako další aktuální použití nominativu jmenovacího uvedl spojení začínající slovem družstvo, továrna, závod, firma. Občasného pronikání nominativu jmenovacího a kolísání si všiml po slovech jako hora, rybník, jezero, řeka, ostrov (na hoře Říp), ač tuto podobu zatím považoval za nespisovnou.
Deflektivizační tendence pokročily a tak dnes v mnoha případech (dle příručky jazykové poradny ÚJČ z roku 2008 je to ve většině případů) jsou obě konkurující varianty (nominativ jmenovací i těsný přístavek shodný – ve městě Olomouc / ve městě Olomouci) chápány jako rovnocenné, avšak mohou mezi nimi být stylistické rozdíly a lze sledovat různé preference a vývojové tendence. Nominativu jmenovacímu je často dávána přednost v případě jmen cizího původu, zejména jsou-li nesklonná nebo obtižně skloňovatelná, u zkratkových slov, ale i u domácích jmen, která jsou neobvyklá, řídce užívaná, delší či složitější. Nominativem jmenovacím lze obejít i nejistotu, jakou předložkovou vazbu či koncovku vyžaduje místní úzus (například ve městě Mělník místo volby mezi v Mělníku a na Mělníce, ve městě Hostivíce místo volby mezi v Hostivici a v Hostivicích). K nesklonnému nominativu se často kloní i úřední styl. Skloňována jsou nejčastěji dobře známá česká jména (například měst) s dlouhou tradicí. Ve spojení obecných jmen s vlastními jmény lidí se nominativ jmenovací podle Poradny nepoužívá.
Nominativ jmenovací nahrazuje vokativ při oslovení lidí (pane Novák), zejména u příjmení, kde volba skloňovaného tvaru budí rozpaky (pane Wintere, Wintre či Wintře, pane Němče či pane Němci, pane Králi) avšak použití nominativu je považováno za nespisovné a do ostatních pádů neproniká (o panu Novák); tendence zastupovat vokativ tvary nominativu je ostatně doložitelná i ve starší češtině.
V některých případech spojení obecného jména s vlastním jménem v nesklonném nominativu lze obecné jméno bez změny významu vypustit a vlastní jméno se pak stává ohebným (v jezeře Bajkal – v Bajkalu, v obci Kotěhůlky – v Kotěhůlkách), v jiných případech by vypuštěním obecného slova došlo ke změně významu, protože obecné slovo fakticky je součástí vlastního jména – v okrese Tábor není totéž co v Táboře, ve vojenském újezdu Brdy není totéž jako v Brdech.